# リジェネロン・ファーマシューティカルズ
リジェネロン・ファーマシューティカルズ（Regeneron Pharmaceuticals, Inc.）は、アメリカ合衆国のバイオテクノロジー企業である。マンハッタンのミッドタウンから北へ約25マイルのニューヨーク州ウェストチェスター郡に本社を置いている。1988年に設立され、当初は社名の由来となった神経栄養因子とその再生能力(regenerative capabilities)に焦点を当てていたが、その後、サイトカイン受容体やチロシンキナーゼ受容体の研究にも手を広げた。

## 歴史
リジェネロン社は、VEGF阻害剤であるアフリベルセプトと、インターロイキン-1阻害剤であるリロナセプトを開発した。VEGFは血管の成長を促すタンパク質であり、インターロイキン-1は炎症に関与するタンパク質である。
2012年3月26日、ブルームバーグは、サノフィ社とリジェネロン社が、競合他社よりも最大72%コレステロール値を下げる効果のある新薬を開発中であると発表した。この新薬は、PCSK9遺伝子を標的としている。
2015年7月には、新たな免疫腫瘍治療薬の発見、開発、商業化に取り組む、サノフィとの新たなグローバル共同研究を発表した。これにより、リジェネロン社は20億ドル以上の収益を見込んでいる。その内訳は、契約一時金6億4千万ドル、概念実証データに対する7億5千万ドル、REGN2810の開発による6億5千万ドルである。REGN2810は後にセミプリマブと命名された。2019年、リジェネロン社は2010年代のベスト・ストック第7位として発表され、トータル・リターンは1,457%となった。レジェネロン社の幹部2人は、2020年時点で製薬会社の幹部の中で最も高額な報酬を得ている。
2017年10月、リジェネロン社は、アメリカ合衆国保健福祉省の一部局である生物医学先端研究開発局(BARDA)との間で、リジェネロン社による抗体治療薬の開発・製造の費用の80%を政府が負担し、リジェネロン社は価格設定と生産管理の権利を保持するという取引を行った。この取引は、『ニューヨーク・タイムズ』紙で批判された。このような取引は、アメリカの医薬品市場における医薬品開発では珍しいことではない。なお、この契約の抗体治療薬の中には、現在開発中のCOVID-19治療薬も含まれている。
2020年5月、リジェネロン社は、サノフィ社が直接保有する自社株を約50億ドルで買い戻すと発表した。この取引以前に、サノフィ社はリジェネロン株を2320万株保有していた。

## COVID-19の実験的治療
2020年2月4日、すでにリジェネロン社と連携していた保健社会福祉省は、リジェネロン社がCOVID-19を治療するためのモノクローナル抗体を開発中であることを発表した。
2020年7月、ワープ・スピード作戦の下で、リジェネロン社は、実験的治療薬である人工抗体カクテルのRGN-COV2を製造・供給するための4億5000万ドルの政府契約を獲得した。COVID-19発症者の治療とSARSコロナウイルス2感染の予防の両方の可能性を求めて、当時臨床試験が行われていた。この4億5000万ドルは、BARDA、化学・生物・放射線・核防衛のための国防総省合同プログラム実行局、および陸軍契約司令部からの資金である。リジェネロン社は、7万～30万回の治療用量、または42万～130万回の予防用量の製造を見込んでいた。政府は7月7日のニュースリリースで、「この製造活動に資金を提供することで、連邦政府は実証プロジェクトで期待される用量を保有することになる」と述べた。また、リジェネロン社も同日のニュースリリースで、「政府はこれらのロットからの投与量をアメリカ国民に無償で提供することを約束し、その配布に責任を持つ」と述べた。これは、政府が緊急使用許可または製品承認を与えることによるとしている。
2020年10月、ドナルド・トランプ米大統領がCOVID-19に感染し、メリーランド州ベセスダのウォルター・リード陸軍医療センターに搬送された際、REGN-COV2を投与された。治療にあたった医師は、REGN-COV2の臨床試験がまだ完了しておらず、食品医薬品局(FDA)の承認を受けていないため、人道的使用要請によりリジェネロン社から入手した。10月7日、トランプ大統領は5分間の動画をツイッターに投稿し、この薬は「無料」で提供されるべきだと改めて主張した。同日、リジェネロン社はFDAに緊急使用許可を申請した。申請書には、現在5万回分の投与量があり、「今後数か月以内に合計30万回分の投与量に達する見込みである」ことが明記されていた。FDAは2020年11月に緊急使用許可を承認した。

## 市場に出ている製品
Arcalyst（リロナセプト）は、特定の希少な自己炎症症候群を対象として、2008年2月にFDAより承認された。
Eylea（アフリベルセプト注射液）は、高齢者の一般的な失明原因の治療を目的として、2011年11月にFDAより承認された。Eyleaは、片方の眼の治療で年間11,000ドルかかると報告されている。
Zaltrap（アフリベルセプト注射液）は転移性大腸癌の治療を目的として、2012年8月にFDAより承認された。
Praluent（アリロクマブ）は、ヘテロ接合性家族性高コレステロール血症または臨床的アテローム性動脈硬化性心疾患(ASCVD)を有する成人で、低密度リポタンパク質(LDL)コレステロールをさらに低下させる必要がある場合の治療において、食事療法および最大耐用量のスタチン療法への補助として適応されている。2015年7月にFDAに承認され、年間4,500～8,000ドルの費用がかかると報告されている。
Dupixent（デュピルマブ注射液）は、思春期および成人患者のアトピー性皮膚炎の治療薬である。2017年3月にFDAで承認された。年間37,000ドルの費用がかかると報告されている。
Kevzara（サリルマブ注射液）は、インターロイキン6(IL-6)受容体拮抗薬で、成人の関節リウマチの治療薬である。2017年5月にFDAより承認された。COVID-19の治療におけるKevzaraの有効性を評価するため、2020年3月に試験が開始された。
Libtayo（セミプリマブ注射液）は、免疫チェックポイント阻害剤としてPD-1経路を標的とするモノクローナル抗体であり、転移性皮膚扁平上皮癌(cSCC)（有棘細胞癌）または治癒的手術や治癒的放射線治療の候補とならない局所進行cSCCを有する人々の治療に使用される。2018年9月にFDAより承認された。
Inmazeb（atoltivimab/maftivimab/odesivima）は、致命的なエボラ出血熱を治療するために開発された、3つの抗体からなる薬剤である。2020年10月、FDAは、エボラウイルス属による感染症の治療を適応症として承認した。

## 技術プラットフォーム
トラップ・フュージョン・プロテイン (Trap Fusion Proteins)
リジェネロン社が開発し、特許を取得したトラップ技術により、成長因子やサイトカインを含む多くの種類のシグナル伝達分子に対する高親和性の製品候補が生み出される。このトラップ技術では、2つの異なる完全ヒト型受容体成分と完全ヒト型免疫グロブリンGの定常領域を融合させている。
完全ヒト型モノクローナル抗体
リジェネロン社は、VelocImmune、VelociMabなどの特許技術(VelociSuite)を開発した。これにより、治療介入のための最良のターゲットを決定し、これらのターゲットに対応する高品質の完全ヒト抗体医薬品候補を迅速に生成することができる:255–258。

## 財務業績
| 財政年度 | 収益     | 出典   |
| -------- | -------- | ------ |
| 2012年   | 14億ドル | [ 33 ] |
| 2013年   | 21億ドル | [ 34 ] |
| 2014年   | 28億ドル | [ 34 ] |
| 2015年   | 41億ドル | [ 34 ] |
| 2016年   | 48億ドル | [ 34 ] |
| 2017年   | 58億ドル | [ 34 ] |
| 2018年   | 67億ドル | [ 34 ] |
| 2019年   | 78億ドル | [ 34 ] |

## 主要人物
この会社は、CEOのレオナルド・シュライファーと科学者のジョージ・ヤンコプロスによって設立された。シュライファーは13億ドル、ヤンコプロスは9億ドルの自社株を保有しているとされる。2人ともニューヨーク州クイーンズ区の出身である。
シュライファーは以前、ワイル・コーネル医科大学の医学教授だった。ヤンコプロスは、コロンビア大学の助教授だった。